# Johnstone (Schottland)
Johnstone, schottisch-gälisch: Baile Eòin, ist eine Stadt in der schottischen Council Area Renfrewshire. Sie liegt etwa fünf Kilometer westlich von Paisley und 25 km nördlich von Kilmarnock am Südufer des Black Cart Water. Mit der Johnstone Mill befand sich ein Denkmal aus der höchsten schottischen Denkmalkategorie A in Johnstone. Der Denkmalstatus wurde jedoch 2016 aufgehoben.

## Geschichte
Die Stadt entwickelte sich mit der Textilindustrie im späten 18. Jahrhundert. Die 1782 erbaute Textilmühle Old End Cotton Mill war zu dieser Zeit die größte ihrer Art in Schottland. Große Teile der Stadt wurden als Plansiedlung der zahlreichen Textilmühlen entworfen. 1841 wurden bereits 16 Textilmühlen in Johnstone gezählt. 1811 erreichte der Glasgow, Paisley and Ardrossan Canal Johnstone. Bis zu dessen Schließung im Jahre 1885 blieb Johnstone die Endstation des Kanals. Später siedelten sich weitere Industrien in Johnstone an, unter anderem aus den Sektoren Maschinenbau, Metallverarbeitung, Chemie und Papier. Ferner wurde in Johnstone Kohle abgebaut.
Bei der Volkszählung im Jahre 1811 lebten 3647 Personen in Johnstone. Innerhalb von 60 Jahren hatte sich die Einwohnerzahl auf 7538 mehr als verdoppelt. Bis 1971 stieg sie sukzessive auf 22.617 an. Seitdem ist ein Bevölkerungsrückgang auf zuletzt 16.625 im Jahre 2011 zu verzeichnen.
Das Stadion Newfield Park bestand von 1894 bis 1927.

## Verkehr
Durch die von Paisley nach Irvine führende A737 ist Johnstone direkt an das Fernstraßennetz angebunden. Seit 1840 war Johnstone durch verschiedene Linien der Glasgow and South Western Railway an das Eisenbahnnetz angeschlossen. Heute wird der Bahnhof von der Ayrshire Coast Line der First ScotRail bedient. Mit dem Flughafen Glasgow liegt ein internationaler Flughafen in sechs Kilometer Entfernung. Bis 1966 wurde die Region durch den Renfrew Airport bedient.

## Persönlichkeiten
- Charles Clunas (1894–1916), Fußballspieler
- Renée Houston (1902–1980), Schauspielerin
- Hunter Davies (* 1936), Autor und Journalist
- Jim Leighton (* 1958), Fußballspieler
- Gordon Ramsay (* 1966), Koch, Gastronom und Autor